# Южнобережцы
Южнобережцы (ялыбои; самоназвание — крымскотат. yalıboylu, ялыбойлу) — одна из трёх крымскотатарских субэтнических групп, которые до депортации проживали на Южном берегу Крыма (крымскотат. Qırımnıñ yalı boylu, Къырымнынъ ялы бойлу) — узкой полосе шириной в 2-6 км, протянувшейся вдоль берега моря от Балаклавы на западе до Феодосии на востоке.

## Этногенез и антропология

### Этногенез
В этногенезе этой группы основную роль сыграли греки, крымские готы, итальянцы (генуэзцы и венецианцы) и выходцы с Северного Кавказа (т. н. черкесы). У жителей многих деревень Южного берега вплоть до депортации сохранялись элементы христианских обрядов. Большая часть ялыбоев приняла ислам в качестве религии достаточно поздно, по сравнению с двумя другими субэтносами, а именно в 1778. Поскольку Южный берег был под юрисдикцией Османской империи, южнобережцы жили в Крымском ханстве только в 1774—1783 годах.

### Антропология
В расовом отношении большинство южнобережцев принадлежат к южноевропейской (средиземноморской) расе (внешне похожи на греков, итальянцев и т. д.). Однако встречаются отдельные представители этой группы с ярко выраженными чертами североевропейской расы (светлая кожа, светлые волосы, голубые глаза). Например, жители деревни Кучук-Ламбат и Арпат относились именно к этому типу. Южнобережцы и по физическому типу заметно отличаются от тюркского: отмечались более высокий рост, отсутствие скул, «в общем, правильные черты лица; тип этот сложен весьма стройно, почему и может быть назван красивым. Женщины отличаются мягкими и правильными чертами лица, темными, с длинными ресницами, большими глазами, тонко очерченными бровями» (пишет Старовский). Описанный тип, однако, даже в пределах небольшого пространства Южного берега подвергается значительным колебаниям, в зависимости от преобладания тех или других живших здесь народностей. Так, например, в Симеизе, Лименах, Алупке нередко можно было встретить длинноголовых, с продолговатым лицом, длинным горбатым носом и русыми, иногда рыжими волосами.
Так южнобережных крымских татарах описывал видный антрополог и археолог Борис Куфтин:

Южнобережные татары обладают стройным сложением, смуглы, темноволосы, с правильными, глубоко выработанными чертами лица, с суровым, как бы малоподвижным, взглядом горящих глаз. Флегматичный темперамент со склонностью к созерцанию, характерная медлительность движений, чувство собственного достоинства отличают в южнобережном татарине более сына Востока, чем Средиземноморской Европы. Усы татары не бреют, бороду опускают только старики, волосы на голове носят недлинные.
Что касается крымских татарок Южного берега, то среди них, согласно антропологу, «нередко можно встретить миловидных, с тонкой, нежной кожей лица, большими темными глазами и изящно очерченными бровями, красивую форму которых татарки подчеркивают ещё чёрной сурьмой».
Путешественник и этнограф Густав Радде следующим образом охарактеризовал южнобережцев:

Они высокого роста и крепкого телосложения; цвет лица у них смуглый, … лицо продолговатое и приятное; нос прямой, нередко греческий или римский; волосы и глаза чёрные.

## Диалект
Диалект южнобережцев относится к огузской группе тюркских языков. В лексике этого диалекта имеется заметный пласт греческих и некоторое количество итальянских заимствований. Старый крымскотатарский литературный язык, созданный Исмаилом Гаспринским, был основан именно на этом диалекте.
Отличия южнобережного диалекта не являются следствием его развития под влиянием турецкого, как прежде считалось. В реальности он представляет собой ответвление огузских ka-языков (к которым также относятся литературный турецкий, балканские диалекты турецкого и гагаузский), попавшее под влияние говоров Центрального Крыма.